# Silvinus (Toreut)
Silvinus war ein antiker römischer Toreut (Metallarbeiter), der in der zweiten Hälfte des 1. Jahrhunderts, in Neronischer Zeit, in Gallien tätig war.
Silvinus ist heute nur noch aufgrund eines Signaturstempels auf einer Bronzekasserolle bekannt. Diese wurde in einer Grube westlich der via principalis, der Hauptstraße des römischen Lagers Praetorium Agrippinae in Valkenburg, Provinz Zuid-Holland, Niederlande gefunden. Heute befindet sich das Stück im Rijksmuseum van Oudheden in Leiden.

## Einzelbelege
1. ↑  Inventarnummer VI 6033; Richard Petrovszky: Studien zu römischen Bronzegefäßen mit Meisterstempeln. Leidorf, Buch am Erlbach 1993, S. 298, Nr. S.11.01.

| Personendaten    | Personendaten                              |
| ---------------- | ------------------------------------------ |
| NAME             | Silvinus                                   |
| KURZBESCHREIBUNG | antiker römischer Toreut                   |
| GEBURTSDATUM     | 1. Jahrhundert v. Chr. oder 1. Jahrhundert |
| STERBEDATUM      | 1. Jahrhundert oder 2. Jahrhundert         |